# Победа (Тёпло-Огарёвский район)
Победа — посёлок в Тёпло-Огарёвском районе Тульской области России.
В рамках административно-территориального устройства входит в Мичуринский сельский округ Тёпло-Огарёвского района, в рамках организации местного самоуправления включается в Волчье-Дубравское сельское поселение.

## География
Расположен в 4 км к западу от райцентра, посёлка городского типа Тёплое, в 66 км к югу от областного центра, г. Тулы. 

## Население
| 2002 | 2010 |
| ---- | ---- |
| 103  | ↘100 |